# Ирныкшинский сельсовет
Ирныкшинский сельсовет — сельское поселение в Архангельском районе Башкортостана Российской Федерации.
Административный центр — село Ирныкши.

## История
Статус и границы сельского поселения установлены Законом Республики Башкортостан от 17 декабря 2004 года № 126-з «О границах, статусе и административных центрах муниципальных образований в Республике Башкортостан».

## Население
| 2002 | 2009 | 2010 | 2012 | 2013 | 2014 | 2015 |
| ---- | ---- | ---- | ---- | ---- | ---- | ---- |
| 632  | ↘630 | ↘555 | ↘529 | ↘525 | ↘519 | ↘509 |
| 2016 | 2017 |      |      |      |      |      |
| →509 | ↗514 |      |      |      |      |      |

## Состав сельского поселения
| № | Населённый пункт | Тип населённого пункта       | Население |
| - | ---------------- | ---------------------------- | --------- |
| 1 | Ирныкши          | село, административный центр | ↘447      |
| 2 | Берёзовка        | деревня                      | ↘44       |
| 3 | Каракул          | деревня                      | ↘44       |
| 4 | Князево          | деревня                      | ↗20       |